# Poliedru arhimedic
În geometrie, un poliedru arhimedic este unul dintre cele 13 poliedre enumerate pentru prima dată de Arhimede. Sunt poliedre uniforme convexe formate din poligoane regulate care se întâlnesc în vârfuri identice, cu excepția celor cinci poliedre platonice (care sunt compuse dintr-un singur tip de poligon) și a prismelor și antiprismelor. Ele diferă de poliedrele Johnson, ale căror fețe poligonale regulate nu se întâlnesc în vârfuri identice.
„Vârfuri identice” înseamnă că fiecare două vârfuri sunt simetrice între ele: o izometrie globală a întregului poliedru aplicată la două vârfuri conservă aspectul poliedrului din poziția inițială. Branko Grünbaum a observat că al 14-lea poliedru, girobicupola pătrată alungită (sau pseudorombicuboctaedrul), satisface mai slab definiția unui poliedru arhimedic, „vârfuri identice” însemnând doar că fețele care înconjoară fiecare vârf sunt de același tip (adică fiecare vârf arată la fel de aproape), deci este necesară doar o izometrie locală. Grünbaum a subliniat o eroare frecventă pe care o fac autorii care definesc poliedrele arhimedice folosind această definiție locală, dar omit poliedrul 14. Dacă trebuie enumerate doar 13 poliedre, definiția trebuie să se bazeze pe simetriile globale ale poliedrului în loc să se bazeze pe vecinătățile locale.
Prismele și antiprismele, ale căror grup de simetrie sunt grupul diedral, nu sunt în general considerate a fi poliedre arhimedice, chiar dacă fețele lor sunt poligoane regulate și grupurile lor de simetrie acționează tranzitiv pe vârfurile lor. Excluzând aceste două familii infinite, există 13 poliedre arhimedice. Toate poliedrele arhimedice (dar nu și girobicupola pătrată alungită) pot fi realizate prin construcții Wythoff din poliedrele platonice cu simetrie tetraedrică, octaedrică și icosaedrică.

## Originea numelui
Poliedrele arhimedice sunt numite după Arhimede, care le-a discutat într-o lucrare acum pierdută. Pappus din Alexandria, referindu-se la această lucrare, afirmă că Arhimede a enumerat 13 poliedre. În timpul Renașterii, artiștii și matematicienii au apreciat formele pure cu simetrie ridicată, iar în jurul anului 1620 Johannes Kepler a finalizat redescoperirea celor 13 poliedre, precum și definirea prismelor, antiprismelor și a poliedrelor neconvexe cunoscute sub numele de poliedrele Kepler–Poinsot. (V. Schreiber, Fischer & Sternath 2008.  pentru mai multe informații despre redescoperirea poliedrelor arhimedice în timpul Renașterii.)
Kepler poate că a găsit și girobicupola pătrată alungită (pseudorombicuboctaedrul); cel puțin, el a declarat odată că există 14 poliedre arhimedice. Totuși, enumerarea sa publicată cuprinde doar cele 13 poliedre uniforme, iar prima afirmație clară a existenței pseudorombicuboctaedrului a fost făcută în 1905 de Duncan Sommerville.

## Clasificare
Există 13 poliedre arhimedice (fără a lua în considerare girobicupola pătrată alungită; 15 dacă imaginea în oglindă a două poliedre enantiomorfe, cubul și  dodecaedrul snub, sunt numărate separat).
Aici configurația vârfului se referă la tipul de poligoane regulate care se întâlnesc la orice vârf dat. De exemplu, o configurație a vârfului (4,6,8) înseamnă că un pătrat, un hexagon și un octogon se întâlnesc într-un vârf (ordinea fiind în sensul acelor de ceasornic în jurul vârfului).
| Nume (nume alternativ)                                                 | Schläfli Coxeter Gr. sim.     | Transparent | Plin | Desfășurată | Vârf config. fig. | Fețe | Fețe                                    | Vârfuri Muchii | Volum (latura = unitatea) | Sfericitate |
| ---------------------------------------------------------------------- | ----------------------------- | ----------- | ---- | ----------- | ----------------- | ---- | --------------------------------------- | -------------- | ------------------------- | ----------- |
| tetraedru trunchiat                                                    | t{3,3} · Td                   | (Animație)  |      |             | 3.6.6             | 8    | 4 triunghiuri 4 hexagoane               | 12 18          | 2,710576                  | 0,7754132   |
| cuboctaedru (rombitetratetraedru, girobicupolă triunghiulară)          | r{4,3} sau rr{3,3} · sau · Oh | (Animație)  |      |             | 3.4.3.4           | 14   | 8 triunghiuri 6 pătrate                 | 12 24          | 2,357023                  | 0,9049972   |
| cub trunchiat                                                          | t{4,3} · Oh                   | (Animație)  |      |             | 3.8.8             | 14   | 8 triunghiuri 6 octogoane               | 24 36          | 13,599663                 | 0,8494937   |
| octaedru trunchiat (tetratetraedru trunchiat)                          | t{3,4} sau tr{3,3} · sau · Oh | (Animație)  |      |             | 4.6.6             | 14   | 6 pătrate 8 hexagoane                   | 24 36          | 11,313709                 | 0,9099178   |
| rombicuboctaedru (rombicuboctaedru mic, ortobicupolă pătrată alungită) | rr{4,3} · Oh                  | (Animație)  |      |             | 3.4.4.4           | 26   | 8 triunghiuri 18 pătrate                | 24 48          | 8,714045                  | 0,9540796   |
| cuboctaedru trunchiat (rombicuboctaedru mare)                          | tr{4,3} · Oh                  | (Animație)  |      |             | 4.6.8             | 26   | 12 pătrate 8 hexagoane 6 octogoane      | 48 72          | 41,798990                 | 0,9431657   |
| cub snub (cuboctahedru snub)                                           | sr{4,3} · O                   | (Animație)  |      |             | 3.3.3.3.4         | 38   | 32 triunghiuri 6 pătrate                | 24 60          | 7,889295                  | 0,9651814   |
| icosidodecaedru (girobirotondă pentagonală)                            | r{5,3} · Ih                   | (Animație)  |      |             | 3.5.3.5           | 32   | 20 triunghiuri 12 pentagoane            | 30 60          | 13,835526                 | 0,9510243   |
| dodecaedru trunchiat                                                   | t{5,3} · Ih                   | (Animație)  |      |             | 3.10.10           | 32   | 20 triunghiuri 12 decagoane             | 60 90          | 85,039665                 | 0,9260125   |
| icosaedru trunchiat                                                    | t{3,5} · Ih                   | (Animație)  |      |             | 5.6.6             | 32   | 12 pentagoane 20 hexagoane              | 60 90          | 55,287731                 | 0,9666219   |
| rombicosidodecaedru (rombicosidodecaedru mic)                          | rr{5,3} · Ih                  | (Animație)  |      |             | 3.4.5.4           | 62   | 20 triunghiuri 30 pătrate 12 pentagoane | 60 120         | 41,615324                 | 0,9792370   |
| icosidodecaedru trunchiat (rombicosidodecaedru mare)                   | tr{5,3} · Ih                  | (Animație)  |      |             | 4.6.10            | 62   | 30 pătrate 20 hexagoane 12 decagoane    | 120 180        | 206,803399                | 0,9703127   |
| dodecaedru snub (icosidodecaedru snub)                                 | sr{5,3} · I                   | (Animație)  |      |             | 3.3.3.3.5         | 92   | 80 triunghiuri 12 pentagoane            | 60 150         | 37,616650                 | 0,9820114   |

Unele definiții ale poliedrului semiregulat includ încă o figură, girobicupola pătrată alungită sau pseudorombicuboctaedrul.

## Proprietăți
Numărul vârfurilor este de 720° împărțit la deficitul unghiular al vârfului.
Cuboctaedrul și icosidodecaedrul sunt uniforme după muchii și se numesc cvasiregulate.
Dualii poliedrelor arhimedice se sunt poliedrele Catalan. Împreună cu bipiramidele și trapezoedrele, acestea sunt poliedrele uniforme după fețe, cu vârfuri regulate.

### Chiralitate
Cubul snub și dodecaedrul snub sunt chirali, deoarece pot avea o formă levomorfă („pe stânga”) și una dextromorfă („pe dreapta”). Când ceva se prezintă în mai multe forme tridimensionale care una este imaginea în oglindă a celeilalte, aceste forme pot fi numite enantiomorfe. (Această nomenclatură este utilizată și pentru formele anumitor compuși chimici.)

## Construcția poliedrelor arhimedice

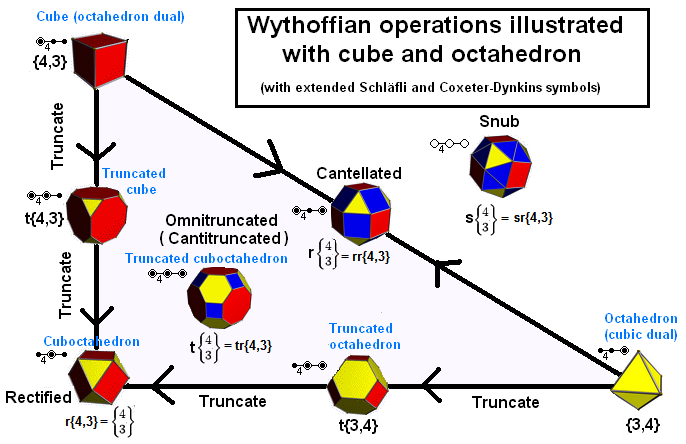
Poliedrele arhimedice pot fi construite ca poliedre uniforme

Diferitele poliedre arhimedice și platonice pot fi legate între ele folosind o metodă de construcție generală. Se începe cu un poliedru platonic și se taie colțurile prin trunchiere. Pentru a păstra simetria, tăietura trebuie să fie într-un plan perpendicular pe dreapta care unește un vârf cu centrul poliedrului și este la fel pentru toate colțurile. În funcție de cât este trunchiat (vezi tabelul de mai jos), se pot crea diferite poliedre platonice și arhimedice (și altele). Dacă trunchierea este exact atât de adâncă încât fiecare pereche de fețe de la vârfurile adiacente se ating într-un singur punct, operația numește rectificare. O expandare sau cantelare, implică îndepărtarea fiecărei fețe de centru (cu aceeași distanță astfel încât să se conserve simetria poliedrului platonic) și apoi trasarea anvelopei convexe. Expandarea cu răsucire implică și rotirea fețelor, divizând fiecare dreptunghi corespunzător unei fețe în două triunghiuri după una din diagonalele sale. Ultima construcție folosită aici este trunchierea atât a colțurilor, cât și a muchiilor. Ignorând scalarea, expandarea poate fi considerată și drept rectificarea rectificării. La fel, cantitrunchierea poate fi considerată drept trunchierea rectificării.
| Simetrie                        | Simetrie         | tetraedrică                                   | octaedrică            | octaedrică            | icosaedrică               | icosaedrică               |
| Poliedrul de pornire Operație   | Simbol · {p,q} · | tetraedru {3,3}                               | cub {4,3}             | octaedru {3,4}        | dodecaedru {5,3}          | icosaedru {3,5}           |
| ------------------------------- | ---------------- | --------------------------------------------- | --------------------- | --------------------- | ------------------------- | ------------------------- |
| trunchiere (t)                  | t{p,q} ·         | tetraedru trunchiat                           | cub trunchiat         | octaedru trunchiat    | dodecaedru trunchiat      | icosaedru trunchiat       |
| rectificare (r) Ambo (a)        | r{p,q} ·         | tetratetraedru (octaedru)                     | cuboctaedru           | cuboctaedru           | icosidodecaedru           | icosidodecaedru           |
| Bitrunchiere (2t) Dual kis (dk) | 2t{p,q} ·        | tetraedru trunchiat                           | octaedru trunchiat    | cub trunchiat         | icosahedru trunchiat      | dodecaedru trunchiat      |
| Birectificare (2r) Dual (d)     | 2r{p,q} ·        | tetraedru                                     | octaedru              | cub                   | icosaedru                 | dodecaedru                |
| Cantelare (rr) Expandare (e)    | rr{p,q} ·        | rombitetratetraedru (cuboctaedru)             | rombicuboctaedru      | rombicuboctaedru      | rombicosidodecaedru       | rombicosidodecaedru       |
| Snub rectificat (sr) Snub (s)   | sr{p,q} ·        | tetratetraedru snub (icosaedru)               | cuboctaedru snub      | cuboctaedru snub      | icosidodecaedru snub      | icosidodecaedru snub      |
| Cantitrunchiere (tr) Bont (b)   | tr{p,q} ·        | tetratetraedru trunchiat (octaedru trunchiat) | cuboctaedru trunchiat | cuboctaedru trunchiat | icosidodecaedru trunchiat | icosidodecaedru trunchiat |

A se observa dualitatea dintre cub și octaedru și între dodecaedru și icosaedru. Pentru că tetraedrul este autodual, apare un singur poliedru arhimedic, care are cel mult simetrie tetraedrică. (Toate poliedrele platonice au cel puțin simetrie tetraedrică, deoarece simetria tetraedrică este inclusă în simetriile octaedrică și icosaedrică, lucru demonstrat de faptul că un octaedru poate fi considerat ca fiind tetraedru rectificat, iar un icosaedru poate fi considerat ca fiind un tetraedru snub.)